# 福岡薬品
福岡薬品株式会社（ふくおかやくひん）は、福岡県久留米市津福本町470に本社を置く、医薬品卸売業であった。塩野義製薬系医薬品卸。現在はスズケングループの一社「株式会社翔薬」である。

## 概要
- 代表取締役社長 三津井康純

## 沿革
- 1882年（明治15年）4月 - 「水田薬店」創業
- 1949年（昭和24年）10月18日 - 「有限会社水田薬店」（福岡県久留米市通町2-41　代表取締役社長・水田恩朗）設立
- 1970年（昭和45年）3月 - 水田薬店から福岡薬品株式会社に商号変更
- 1981年（昭和56年）3月 - 「佐賀支店」開設
- 1988年（昭和63年）6月 - 「唐津支店」開設
- 1998年（平成10年）7月
  - 東京都の大森薬品・高田東栄薬品
  - 宮城県のフタミ薬品
  - 大阪府の天泉三丘薬品・大阪薬品
  - 京都府の京西堂
  - 和歌山県の和歌山薬品
  - 鳥取県のサンコー薬品
  - 徳島県のトクヤク
  - 愛媛県の愛薬
  - 福岡県の福岡薬品が合併しオオモリ薬品設立

## 大株主
- 塩野義製薬50%
- 横浜薬品35%
- 京西堂10%
- 和歌山薬品5%

## 営業所
- 久留米市・福岡市・北九州市

## 主な取引メーカー
- 塩野義製薬
- 三共
- 日本化薬
- 森下製薬